# Потпредсједник Федерације Босне и Херцеговине
Потпредсједник Федерације Босне и Херцеговине сарађује са предсједником Федерације Босне и Херцеговине у обављању његове функције.
Од општих избора 2002. бирају се два потпредсједника из два различита конститутивна народа у односу на предсједника. Претходно, од 1994, бирао се један потпредсједник.

## Надлежности
Према Уставу Федерације Босне и Херцеговине установљена је подјела извршних надлежности између предсједника Федерације, потпредсједника Федерације, премијера, замјеника премијера и министара.
Потпредсједници Федерације су надлежни за:
- замјењивање предсједника Федерације;
- сарадњу са предсједником Федерације у оним ситуацијама у којима је потребно да предсједник затражи њихову сагласност;
- извршавање оних дужности повјерених од предсједника Федерације или Парламента.

Сагласност потпредсједника Федерације је потребна да би се распустили домови Парламента када предсједник Федерације утврди да нису у могућности да донесу потребне законе. Сагласност је потребна и за именовање Владе након консултација предсједника Федерације са премијером или кандидатом за премијера. Такође, Влада се може смијенити одлуком предсједника Федерације уз сагласност потпредсједника.

## Избор
У избору предсједника и два потпредсједника Федерације најмање трећина делегата из клубова бошњачких, хрватских или српских делегата у Дому народа могу кандидовати предсједника и два потпредсједника.
Избор захтијева прихватање заједничке листе три кандидата, већином гласова у Представничком дому, а затим и већином гласова у Дому народа, укључујући већину клуба сваког конститутивног народа. Уколико ниједна листа кандидата не добије потребну већину у оба дома, поступак кандидовања се понавља. Уколико и у поновљеном поступку један од домова одбије заједничку листу, сматраће се да су кандидоване особе изабране прихватањем листе у само једном дому.
Мандат предсједника и потпредсједника Федерације је четири године.